# 瓊斯 (阿拉巴馬州)
瓊斯（英語：Jones）是一個位於美國阿拉巴馬州奧陶加縣的非建制地區。該地的面積和人口皆未知。

## 地理
瓊斯的座標為32°35′02″N 86°53′51″W / 32.584020°N 86.897480°W，而該地最高點為海拔高度61米（即200英尺）。